# Thérèse d'Orléans-Bragance
Thérèse d’Orléans-Bragance, née à Boulogne-sur-Seine (France) le 18 juin 1919, et morte le 18 avril 2011 à Estoril (Portugal), est une princesse d'Orléans-Bragance de la branche de Petropolis de l'ancienne famille impériale du Brésil. 
Elle est la sœur d'Isabelle d'Orléans-Bragance (1911-2003), épouse d'Henri d'Orléans, prétendant orléaniste au trône de France. Thérèse d'Orléans est également la sœur de Pierre-Gaston d'Orléans-Bragance, chef de la branche de Petrópolis.
Après l'abrogation de la loi d'exil, Thérèse d'Orléans-Bragance s'installe avec sa famille au Brésil en 1936, puis elle épouse, en 1957, Ernesto Martorell, un industriel espagnol, avec lequel elle demeure au Portugal.

## Biographie

### Famille

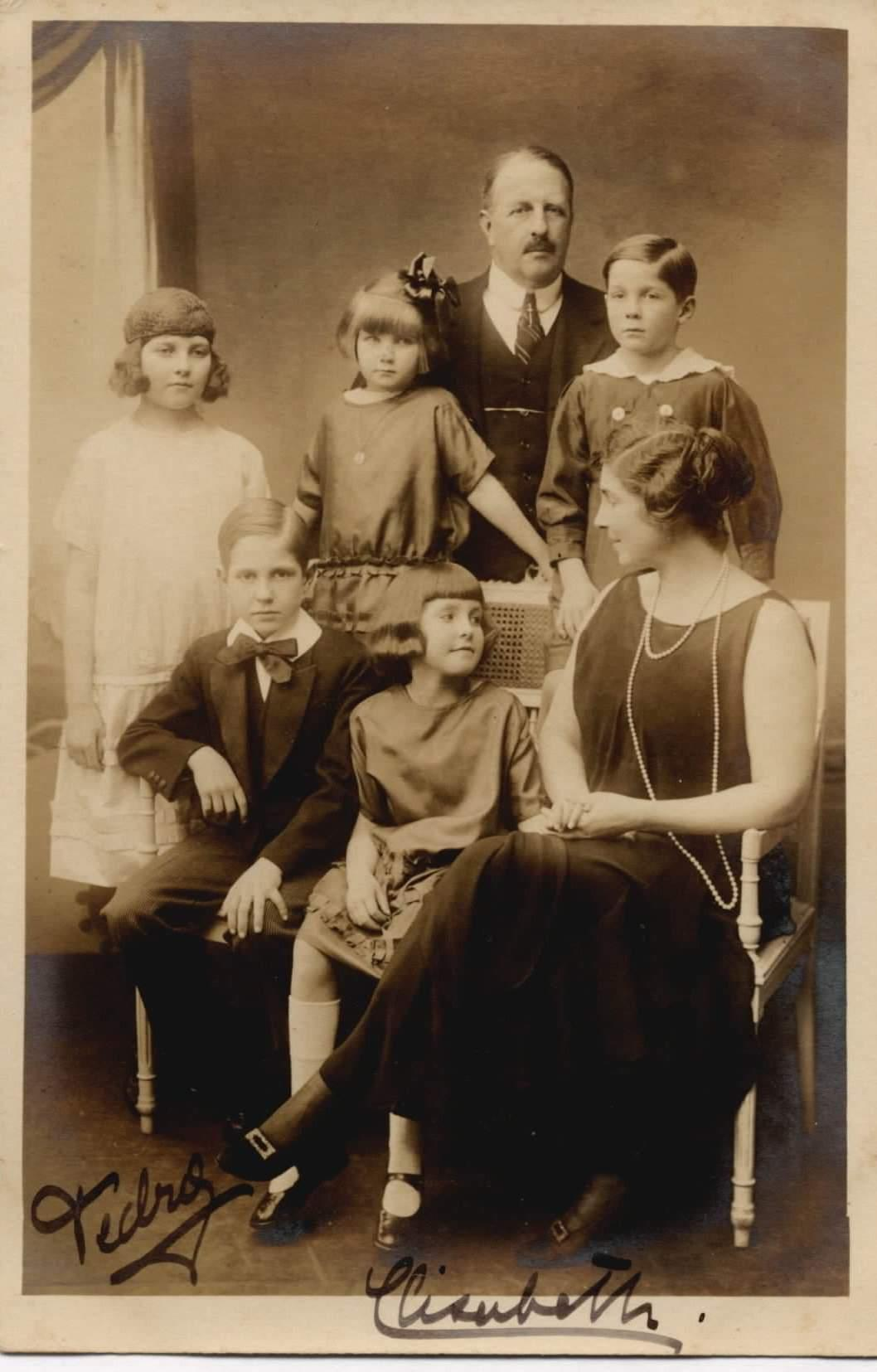
Thérèse d'Orléans-Bragance (assise au premier plan) et sa famille vers 1925.

Thérèse Marie Théodora Amélie Louise Victoire d’Orléans-Bragance est la fille puinée et dernière des cinq enfants du prince Pierre-d’Alcántara d’Orléans-Bragance (1875-1940) et de la comtesse Élisabeth Dobrzensky de Dobrzenicz (1875-1951). Elle naît à Boulogne-sur-Seine en 1919, chez ses grands-parents paternels le comte et la comtesse d'Eu, un an avant l'abrogation de la loi d'exil par le président de la République du Brésil Epitácio Pessoa en 1920. 
Par son père, Thérèse est une arrière-petite-fille de l'empereur du Brésil Pierre II déposé en 1889 ; tandis que par sa mère, elle est issue d'une famille noble de Bohême, les Dobrzensky, devenus barons en Bohême en 1744, puis comtes autrichiens en 1906 en faveur de Jean Wenceslas Dobrzensky de Dobrzenicz, grand-père maternel de Thérèse,.
Thérèse d'Orléans-Bragance a deux sœurs et deux frères : 
1. Isabelle d'Orléans-Bragance (1911-2003), épouse d'Henri d'Orléans, prétendant orléaniste au trône de France
2. Pierre-Gaston d'Orléans-Bragance (1913-2007), chef de la branche de Petrópolis de la maison d'Orléans-Bragance
3. Françoise d'Orléans-Bragance (1914-1968), épouse d'Édouard Nuno de Bragance, prétendant au trône de Portugal
4. Jean d'Orléans-Bragance (1916-2005)[6],[1]

### Jeunesse et mariage
À partir de 1936, Thérèse d'Orléans-Bragance, devenue infirmière diplômée, et sa famille s’installent au Brésil dans le palais du Grão-Pará, à Petrópolis. Dona Teresa a consacré une partie de sa vie au travail bénévole dans des centres d'assistance aux nécessiteux en Europe. Elle a également été une participante active de la Croix-Rouge. Après la mort de son père, elle s'est occupée de sa mère jusqu'à la fin de sa vie.
À l'instar de ses frères et sœurs, la princesse Thérèse est destinée à contracter un mariage avec un membre d'une famille de "rang égal" à la leur, or celui qu'elle doit épouser, son fiancé, le prince Charles de Bourbon-Siciles, âgé de 28 ans, fils du prince Charles de Bourbon-Siciles (1870-1949) et de la princesse Louise d'Orléans (1882-1958), s'engage dans l'armée rebelle et meurt, deux mois plus tard, dans les rangs nationalistes pendant la guerre civile espagnole devant Eibar, près de Bilbao, le 27 septembre 1936,.
Dans les années 1950, la princesse Thérèse s'installe au Portugal, où elle se lie d'amitié avec Maria de las Mercedes comtesse de Barcelone. Elle épouse à la Quinta do Anjinho, propriété du comte et de la comtesse de Paris, à Sintra, Portugal, le 7 octobre 1957, Ernesto Martorell y Caldero, un industriel espagnol, né à Lisbonne le 7 septembre 1921 et mort à Madrid le 10 janvier 1985, fils de José Martorell Panyellas et de Maria-Concepción Caldero Coronas,.

### Postérité
Thérèse d'Orléans-Bragance et Ernesto Martorell sont les parents de deux filles, :
- Dona Elisabeth de Orleans e Bragança Martorell, née à Madrid le 14 février 1959, filleule du roi Juan Carlos Ier d'Espagne, artiste peintre, elle épouse en premières noces en 1986 João Espírito Santo Salgado (né en 1952), antiquaire et un des héritiers de la dynastie banquière portugaise Espírito Santo (frère cadet de Ricardo Salgado), dont une fille, puis elle épouse en secondes noces en 2000 Jose Maria Calem (né en 1950), dont une fille également :
  - Dona Maria-Teresa Martorell Salgado, née à Rio de Janeiro le 14 septembre 1988, épouse en 2016 Nuno Amaral de Freitas (né en 1988) ;
  - Dona Maria do Carmo Calem, née en 2002 ;

- Dona Nuria de Orleans e Bragança Martorell, née à Lisbonne le 16 octobre 1960, architecte.

Vivant au Portugal, Thérèse d'Orléans-Bragance (de Orleans e Bragança) et Ernesto Martorell – qui est espagnol – forment le patronyme de leurs deux filles selon la coutume portugaise : leur nom de famille maternel précédant leur nom de famille paternel.

### Mort
Veuve depuis 1985, dernière survivante de sa fratrie et dernière des petits-enfants de la princesse impériale Isabelle du Brésil, Thérèse d'Orléans-Bragance meurt le 18 avril 2011, à l'âge de 91 ans, à Sintra.

## Ascendance
|  |                                                  |  |  |  |  |  |  |  |  |  |  |  |  |
|  | 8. Louis d'Orléans                               |  |  |  |  |  |  |  |  |  |  |  |  |
|  |                                                  |  |  |  |  |  |  |  |  |  |  |  |  |
|  |                                                  |  |  |  |  |  |  |  |  |  |  |  |  |
|  | 4. Gaston d'Orléans                              |  |  |  |  |  |  |  |  |  |  |  |  |
|  |                                                  |  |  |  |  |  |  |  |  |  |  |  |  |
|  |                                                  |  |  |  |  |  |  |  |  |  |  |  |  |
|  | 9. Victoire de Saxe-Cobourg-Gotha                |  |  |  |  |  |  |  |  |  |  |  |  |
|  |                                                  |  |  |  |  |  |  |  |  |  |  |  |  |
|  |                                                  |  |  |  |  |  |  |  |  |  |  |  |  |
|  | 2. Pierre d'Orléans-Bragance                     |  |  |  |  |  |  |  |  |  |  |  |  |
|  |                                                  |  |  |  |  |  |  |  |  |  |  |  |  |
|  |                                                  |  |  |  |  |  |  |  |  |  |  |  |  |
|  | 10. Pierre II du Brésil                          |  |  |  |  |  |  |  |  |  |  |  |  |
|  |                                                  |  |  |  |  |  |  |  |  |  |  |  |  |
|  |                                                  |  |  |  |  |  |  |  |  |  |  |  |  |
|  | 5. Isabelle du Brésil                            |  |  |  |  |  |  |  |  |  |  |  |  |
|  |                                                  |  |  |  |  |  |  |  |  |  |  |  |  |
|  |                                                  |  |  |  |  |  |  |  |  |  |  |  |  |
|  | 11. Thérèse-Christine de Bourbon-Siciles         |  |  |  |  |  |  |  |  |  |  |  |  |
|  |                                                  |  |  |  |  |  |  |  |  |  |  |  |  |
|  |                                                  |  |  |  |  |  |  |  |  |  |  |  |  |
|  | 1. Thérèse d'Orléans-Bragance                    |  |  |  |  |  |  |  |  |  |  |  |  |
|  |                                                  |  |  |  |  |  |  |  |  |  |  |  |  |
|  |                                                  |  |  |  |  |  |  |  |  |  |  |  |  |
|  | 12. Johann Nepomuk II Dobrženský de Dobrženitz   |  |  |  |  |  |  |  |  |  |  |  |  |
|  |                                                  |  |  |  |  |  |  |  |  |  |  |  |  |
|  |                                                  |  |  |  |  |  |  |  |  |  |  |  |  |
|  | 6. Jean Wenceslas Dobrzensky de Dobrzenicz       |  |  |  |  |  |  |  |  |  |  |  |  |
|  |                                                  |  |  |  |  |  |  |  |  |  |  |  |  |
|  |                                                  |  |  |  |  |  |  |  |  |  |  |  |  |
|  | 13. Marie Friederike Wanczura de Rzehnicz        |  |  |  |  |  |  |  |  |  |  |  |  |
|  |                                                  |  |  |  |  |  |  |  |  |  |  |  |  |
|  |                                                  |  |  |  |  |  |  |  |  |  |  |  |  |
|  | 3. Élisabeth Dobrzensky de Dobrzenicz            |  |  |  |  |  |  |  |  |  |  |  |  |
|  |                                                  |  |  |  |  |  |  |  |  |  |  |  |  |
|  |                                                  |  |  |  |  |  |  |  |  |  |  |  |  |
|  | 14. Josef Kottulinsky de Kottulin et Krzizkowitz |  |  |  |  |  |  |  |  |  |  |  |  |
|  |                                                  |  |  |  |  |  |  |  |  |  |  |  |  |
|  |                                                  |  |  |  |  |  |  |  |  |  |  |  |  |
|  | 7. Élisabeth Kottulinsky de Kottulin             |  |  |  |  |  |  |  |  |  |  |  |  |
|  |                                                  |  |  |  |  |  |  |  |  |  |  |  |  |
|  |                                                  |  |  |  |  |  |  |  |  |  |  |  |  |
|  | 15. Adelheid d'Attems-Heiligenkreuz              |  |  |  |  |  |  |  |  |  |  |  |  |
|  |                                                  |  |  |  |  |  |  |  |  |  |  |  |  |
|  |                                                  |  |  |  |  |  |  |  |  |  |  |  |  |

## Honneur
- Grand-croix d'honneur et de dévotion de l'ordre souverain de Malte[2]